# 中野本町の家
中野本町の家（なかのほんちょうのいえ、英語: The White U House）は、建築家伊東豊雄によって1976年東京都中野区に設計された建物である。1997年に建物は解体された。「White U」 (ホワイト・ユー) とも呼ばれた。
伊東は夫を亡くした姉のために、この家を設計した。
この家は伊東の最も代表的なプロジェクトの一つである。

## 概要
1976年に建てられた建物の形は馬蹄形で、U字型の端に個室が置かれていた。白い壁のカーブした部分には、椅子が一脚置かれているだけであった。外壁はコンクリートで、真ん中には外界から遮断された中庭があった。
住人は伊東の姉とその娘2人の3人。20年間この家に住み、その後はそれぞれの人生を歩むために、1997年に家を取り壊した。そして家についての思いを『中野本町の家』として1998年に出版した。
この家については多くの建築雑誌等に取り上げられ、時代を象徴する建物として紹介された。また解体された後も、その住宅としての意味が論じられている。